# Liceu Nacional

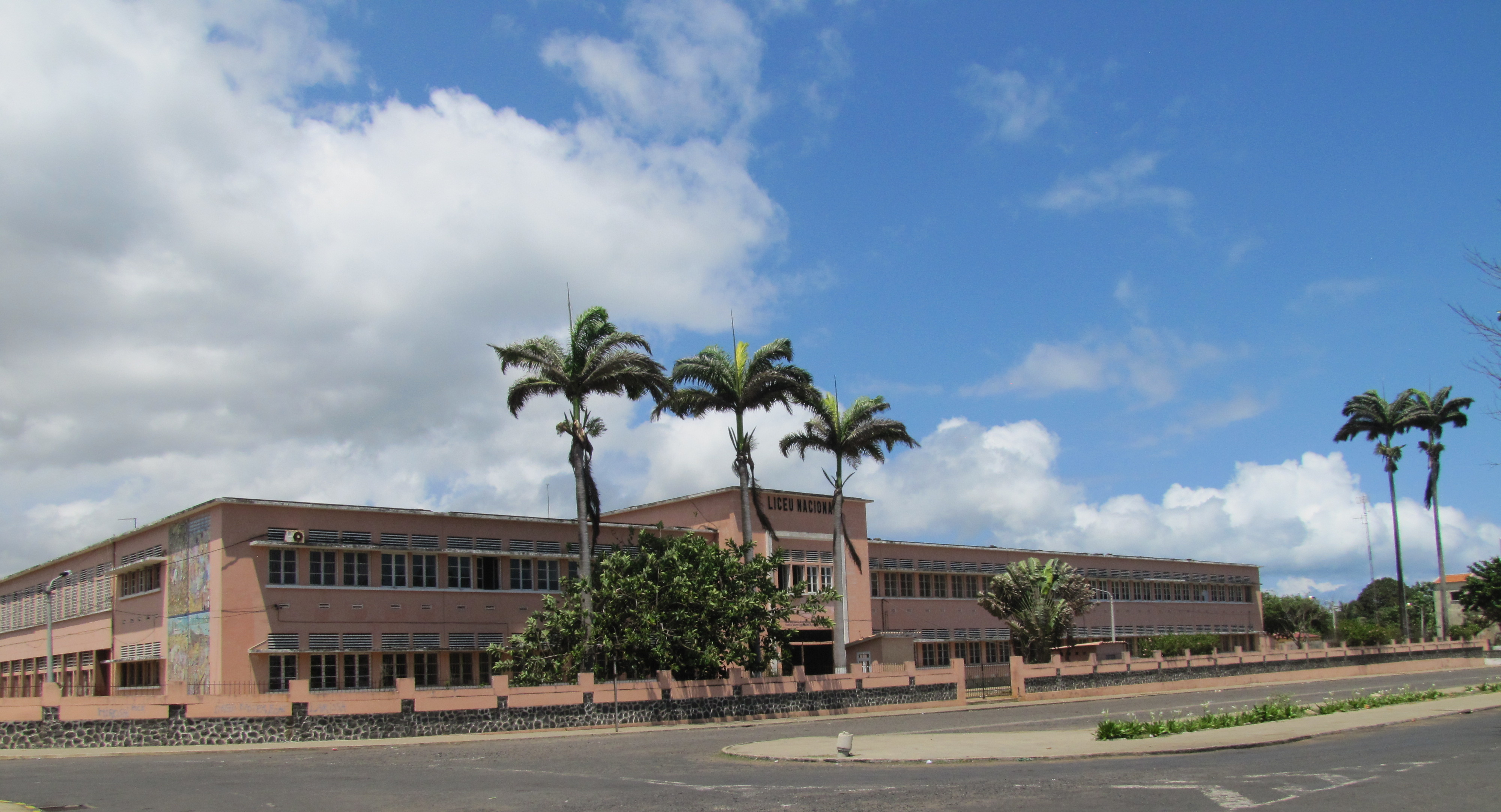
Das Schulgebäude 2014

Das Liceu Nacional (früher: Escola Técnica Silva e Cunha) ist ein Lyceum (weiterführende Schule) in São Tomé, der Hauptstadt des Inselstaates São Tomé und Príncipe. Es ist eine der ältesten weiterführenden Schulen des Landes. Derzeit (2015) sind ca. 6.000 Students eingeschrieben. Das Gebäude des Liceu befindet sich an der Küste, östlich des Stadtzentrums an der Avenida Marginal 12 Julho.

## Geschichte

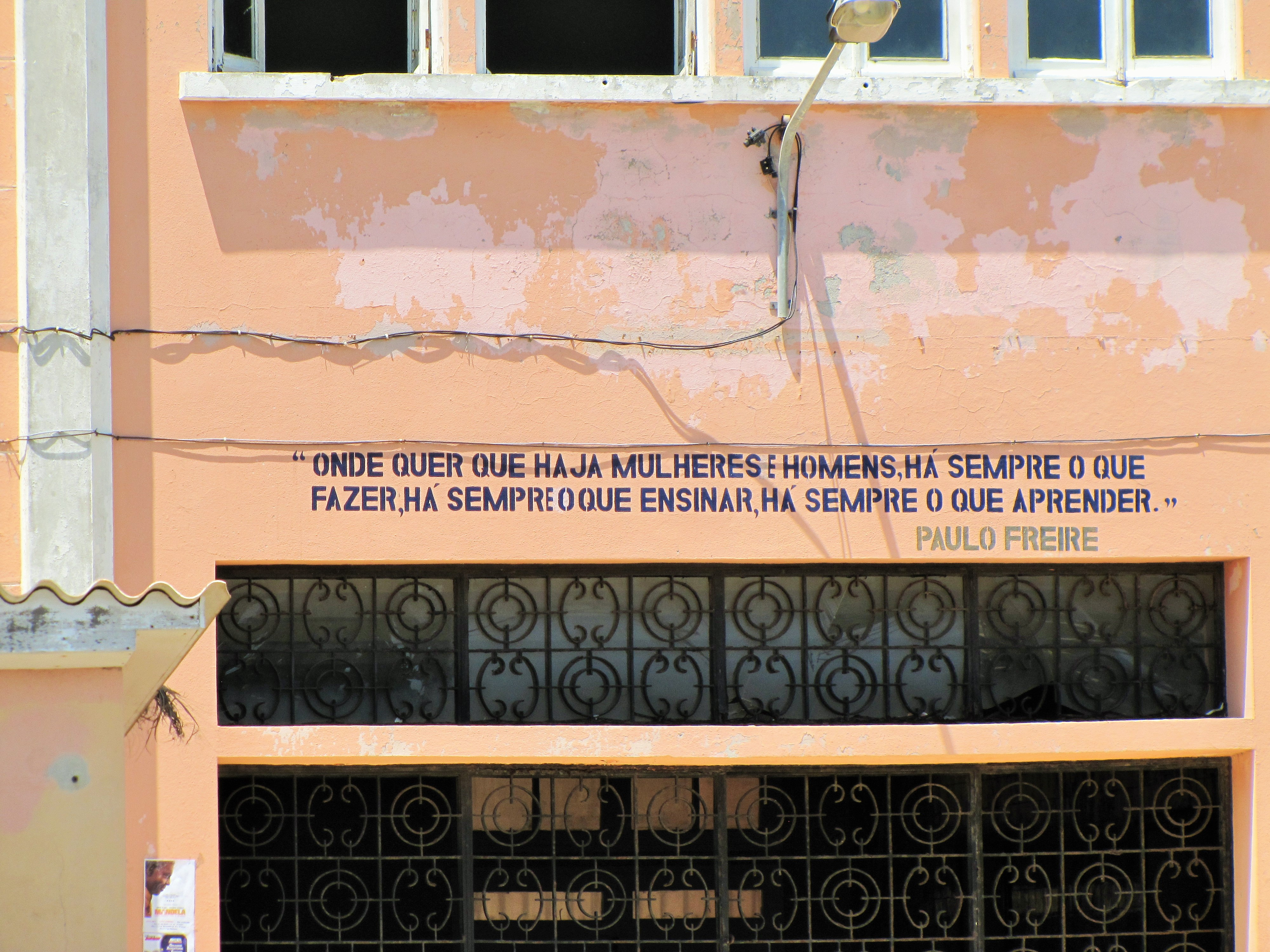
Eingang mit einem Zitat von Paulo Freire.

Das Lyceum wurde am 6. Oktober 1969 als Technische Hochschule, Escola Técnica Silva e Cunha, gegründet. Das Gebäude wurde von Architekt Mário de Oliveira entworfen, der auch den Gesamtplan für die Urbanisierung von São Tomé 1962 gestaltet hatte. Nach der unabhängigwerdung von Sao Tomé wurde die Schule ein liceu. Über 36 Jahre, bis 2011, war sie die einzige Hochschule des Landes.

## Absolventen
- Tomé Vera Cruz, Premierminister von São Tomé und Príncipe 2006 bis 2008, (Class of 1975).